# Карл Йозеф Лотаринзький
Карл Йо́зеф Лотари́нзький (повне ім'я Карл Йозеф Йоганн Антон Ігнац Фелікс Лотаринзький, нім. Karl Joseph Johann Anton Ignaz Felix von Lothringen, фр. Charles Joseph Jean Antoine Ignace Félix de Lorraine); 24 листопада 1680 — 4 грудня 1715) — принц-єпископ Ольмюца у 1695—1711 роках під іменем Карла III, принц-єпископ Оснабрюку у 1698—1715 роках, князь-архієпископ Тріру та принц-абат Прюму у 1711—1715 роках під іменем Карла III, лотаринзький принц з дому де Водемон, син герцога Лотарингії Карла V та принцеси з дому Габсбургів Елеонори Марії Австрійської.

## Життєпис
Карл Йозеф народився 24 листопада 1680 року у Відні. Він був другим сином в родині герцога Карла V Лотаринзького та його дружини Елеонори Марії Австрійської. Мав старшого брата Леопольда. Згодом з'явилися молодшіː Карл Фердинанд, Йозеф Інноченц та Франц Йозеф. Сестра Елеонора померла відразу після народження. Хлопці зростали в Іннсбруку, оскільки батько був призначений намісником Тиролю. Землі Лотарингії в той час були захоплені Францією.
Як член родини правителя у вигнанні, Карл Йозеф змалку призначався до релігійної кар'єри. У 1687 він почав своє навчання у школі Катедрального собору Кельну.
1690-го раптово помер батько, залишивши чотирьох синів під наглядом матері, сильної та розумної жінки. Дітьми також опікувався імператор Леопольд I, виховавши їх разом із власними синами.
Карл Йозеф став каноніком у Кельні, у 1691 — в Оснабрюці, у 1692 — в Тренто, згодом — в Ольмюці. У 1693 імператор сприяв становленню небожа великим пріором Мальтійського ордену, а у 1695 принц таким чином став єпископом Ольмюца — найважливішої єпархії Богемії.
Згідно Рейсвейкського мирного договору, що завершив собою війну Аугсбурзької ліги, Лотарингія поверталась її законному правителю. Престол посів старший брат Карла Йозефа — Леопольд. Невдовзі після цього, навесні 1698 імператор сприяв вибору принца єпископом Оснабрюку. 27 вересня 1698 прийшов папський дозвіл на збереження за Карлом Йозефом і Ольмюцької єпархії.
24 вересня 1710 він став коад'ютором архієпископа Тріру, після смерті якого  у січні 1711 року перебрав на себе архієпископські функції. Папа Римський підтвердив його у чині. Однак для цього Карл Йозеф був змушений залишити архієпархію Ольмюца. Посада князя-архієпископа Тріра давала можливість великого впливу на політичні справи імперії.
Карл Йозеф проживав у резиденціях архієпископів Тріру та Оснабрюку, часто відвідував імператора у Відні та свого брата-герцога у Люневілі. При дворі Леопольда він мав гучний роман із Жанною-Терезою де Роквіль, принцесою Лунаті-Вісконті. Герцог був змушений просити брата повернутися до своїх єпархій.
Брав участь у перемовинах в кінці війни за іспанську спадщину, домігся відходу французьких військ у 1714 з його архієпархії. Помер від натуральної віспи під час візиту до Відня 4 грудня 1715 року.

## Цікаві факти
- Збереглася значна кількість монет — талерів та крейцерів — із зображенням Карла Йозефа Лотаринзького. Викарбувані архієпископським монетним двором на високому технічному рівні монети свідчать про те, що в період Карла III, єпархія Оломоуца була вельми багата і впливова.